# Campeonato Neerlandés de Fútbol 1941-42
El Campeonato Neerlandés de Fútbol 1941/42 fue la 54.ª edición del campeonato de fútbol de los Países Bajos. Participaron 52 equipos divididos en cinco divisiones. El campeón nacional sería determinado por un grupo final formado con los ganadores de las divisiones de fútbol del este, norte, sur y dos del oeste. ADO Den Haag ganó el campeonato de este año.

## Divisiones

### Eerste Klasse Este
| Pos | Equipo          | PJ | PG | PE | PP | GF | GC | Pts | DG  | Notas                                    |
| --- | --------------- | -- | -- | -- | -- | -- | -- | --- | --- | ---------------------------------------- |
| 1   | AGOVV Apeldoorn | 19 | 12 | 2  | 5  | 43 | 22 | 26  | +21 | Play-off debido a la igualdad de puntos. |
| 2   | Quick Nijmegen  | 19 | 12 | 2  | 5  | 43 | 23 | 26  | +20 | Play-off debido a la igualdad de puntos. |
| 3   | FC Wageningen   | 18 | 11 | 2  | 5  | 35 | 22 | 24  | +13 |                                          |
| 4   | SC Enschede     | 18 | 9  | 2  | 7  | 41 | 36 | 20  | +5  |                                          |
| 5   | Heracles        | 18 | 8  | 2  | 8  | 34 | 24 | 18  | +10 |                                          |
| 6   | HVV Tubantia    | 18 | 6  | 2  | 10 | 30 | 39 | 14  | -9  |                                          |
| 7   | PEC Zwolle      | 18 | 5  | 4  | 9  | 27 | 39 | 14  | -12 |                                          |
| 8   | NEC Nijmegen    | 18 | 5  | 4  | 9  | 20 | 31 | 14  | -11 |                                          |
| 9   | Enschedese Boys | 18 | 5  | 4  | 9  | 28 | 46 | 14  | -18 |                                          |
| 10  | HVV Hengelo     | 18 | 5  | 2  | 11 | 28 | 47 | 12  | -19 | Descendido a la segunda división.        |

PJ = Partidos jugados; PG = Partidos ganados; PE = Partidos empatados; PP = Partidos perdidos; GF = Goles a favor; GC = Goles en contra; Pts = Puntos; DG = Diferencia de goles

### Play-off
| Equipo 1        | Resultado | Equipo 2       |
| --------------- | --------- | -------------- |
| AGOVV Apeldoorn | 1 - 1     | Quick Nijmegen |

AGOVV Apeldoorn se clasificó para el grupo final por diferencia de goles en la temporada.

### Eerste Klasse Norte
| Pos | Equipo          | PJ | PG | PE | PP | GF | GC | Pts | DG  | Notas                                     |
| --- | --------------- | -- | -- | -- | -- | -- | -- | --- | --- | ----------------------------------------- |
| 1   | SC Heerenveen   | 18 | 14 | 3  | 1  | 77 | 31 | 31  | +46 | Clasificado al grupo final por el título. |
| 2   | GVAV Rapiditas  | 18 | 10 | 4  | 4  | 52 | 29 | 24  | +23 |                                           |
| 3   | HSC             | 18 | 8  | 4  | 6  | 48 | 41 | 20  | +7  |                                           |
| 4   | VV Leeuwarden   | 18 | 9  | 1  | 8  | 45 | 48 | 19  | -3  |                                           |
| 5   | Be Quick 1887   | 18 | 6  | 5  | 7  | 42 | 45 | 17  | -3  |                                           |
| 6   | Achilles 1894   | 18 | 6  | 3  | 9  | 34 | 47 | 15  | -13 |                                           |
| 7   | Veendam         | 18 | 5  | 5  | 8  | 37 | 56 | 15  | -19 |                                           |
| 8   | Velocitas 1897  | 18 | 4  | 5  | 9  | 33 | 40 | 13  | -7  |                                           |
| 9   | LSC Sneek       | 18 | 4  | 5  | 9  | 30 | 44 | 13  | -14 |                                           |
| 10  | Sneek Wit Zwart | 18 | 4  | 5  | 9  | 18 | 35 | 13  | -17 |                                           |

PJ = Partidos jugados; PG = Partidos ganados; PE = Partidos empatados; PP = Partidos perdidos; GF = Goles a favor; GC = Goles en contra; Pts = Puntos; DG = Diferencia de goles

### Eerste Klasse Sur
| Pos | Equipo          | PJ | PG | PE | PP | GF | GC | Pts | DG  | Notas                                     |
| --- | --------------- | -- | -- | -- | -- | -- | -- | --- | --- | ----------------------------------------- |
| 1   | FC Eindhoven    | 22 | 13 | 7  | 2  | 50 | 16 | 33  | +34 | Clasificado al grupo final por el título. |
| 2   | NAC             | 22 | 13 | 5  | 4  | 71 | 39 | 31  | +8  |                                           |
| 3   | Willem II       | 22 | 12 | 7  | 3  | 45 | 25 | 31  | +20 |                                           |
| 4   | BVV Den Bosch   | 22 | 11 | 5  | 6  | 47 | 28 | 27  | +19 |                                           |
| 5   | MVV Maastricht  | 22 | 11 | 4  | 7  | 49 | 30 | 26  | +19 |                                           |
| 6   | Spekholzerheide | 21 | 9  | 5  | 7  | 47 | 33 | 23  | +14 |                                           |
| 7   | LONGA           | 21 | 8  | 7  | 6  | 36 | 32 | 21  | +4  | Se le descontaron 2 puntos [1]            |
| 8   | PSV Eindhoven   | 22 | 7  | 5  | 10 | 37 | 44 | 19  | -7  |                                           |
| 9   | Picus           | 22 | 4  | 5  | 13 | 18 | 53 | 13  | -35 |                                           |
| 10  | NOAD            | 22 | 4  | 4  | 14 | 29 | 56 | 12  | -27 |                                           |
| 11  | RFC Roermond    | 22 | 2  | 8  | 12 | 25 | 55 | 12  | -30 |                                           |
| 12  | HVV Helmond     | 22 | 3  | 6  | 13 | 20 | 63 | 12  | -43 | Descendido a la segunda división.         |

PJ = Partidos jugados; PG = Partidos ganados; PE = Partidos empatados; PP = Partidos perdidos; GF = Goles a favor; GC = Goles en contra; Pts = Puntos; DG = Diferencia de goles
[1] Al LONGA Tilburg se le descontaron dos puntos por no jugar un partido contra Spekholzerheide.

### Eerste Klasse Oeste-I
| Pos | Equipo       | PJ | PG | PE | PP | GF | GC | Pts | DG  | Notas                                     |
| --- | ------------ | -- | -- | -- | -- | -- | -- | --- | --- | ----------------------------------------- |
| 1   | ADO Den Haag | 18 | 11 | 2  | 5  | 48 | 27 | 24  | +21 | Clasificado al grupo final por el título. |
| 2   | Feijenoord   | 18 | 10 | 2  | 6  | 39 | 34 | 22  | +5  | [Oeste-II]                                |
| 3   | DWS          | 18 | 8  | 5  | 5  | 28 | 21 | 21  | +7  |                                           |
| 4   | DFC          | 18 | 9  | 3  | 6  | 43 | 38 | 21  | +5  |                                           |
| 5   | Xerxes       | 18 | 7  | 6  | 5  | 41 | 33 | 20  | +8  |                                           |
| 6   | AFC Ajax     | 18 | 6  | 7  | 5  | 32 | 27 | 19  | +5  | [Oeste-II]                                |
| 7   | VUC          | 18 | 7  | 4  | 7  | 46 | 52 | 18  | -6  | [Oeste-II]                                |
| 8   | Stormvogels  | 18 | 6  | 3  | 9  | 34 | 42 | -8  | 15  |                                           |
| 9   | HFC EDO      | 18 | 4  | 6  | 8  | 32 | 36 | 14  | -4  |                                           |
| 10  | DOS          | 18 | 2  | 2  | 14 | 34 | 67 | 6   | -33 | Descendido a la segunda división.         |

PJ = Partidos jugados; PG = Partidos ganados; PE = Partidos empatados; PP = Partidos perdidos; GF = Goles a favor; GC = Goles en contra; Pts = Puntos; DG = Diferencia de goles
[Oeste-II] Equipos trasladados a la división Oeste-II para la próxima temporada.

### Eerste Klasse Oeste-II
| Pos | Equipo              | PJ | PG | PE | PP | GF | GC | Pts | DG  | Notas                                     |
| --- | ------------------- | -- | -- | -- | -- | -- | -- | --- | --- | ----------------------------------------- |
| 1   | Blauw-Wit Amsterdam | 18 | 13 | 1  | 4  | 55 | 32 | 27  | +23 | Clasificado al grupo final por el título. |
| 2   | HBS Craeyenhout     | 18 | 9  | 4  | 5  | 62 | 41 | 22  | +21 | [Oeste-I]                                 |
| 3   | RFC Rotterdam       | 18 | 9  | 3  | 6  | 47 | 38 | 21  | +9  |                                           |
| 4   | DHC Delft           | 18 | 8  | 3  | 7  | 39 | 46 | 19  | +7  |                                           |
| 5   | SC Emma             | 18 | 7  | 4  | 7  | 37 | 34 | 18  | +3  |                                           |
| 6   | Hermes DVS          | 18 | 7  | 3  | 8  | 46 | 48 | 17  | -2  | [Oeste-I]                                 |
| 7   | Sparta Rotterdam    | 18 | 5  | 6  | 7  | 45 | 54 | 16  | -9  | [Oeste-I]                                 |
| 8   | HFC Haarlem         | 18 | 7  | 1  | 10 | 37 | 50 | 15  | -13 |                                           |
| 9   | VSV                 | 18 | 5  | 3  | 10 | 39 | 55 | -16 | 13  |                                           |
| 10  | HVV 't Gooi         | 18 | 4  | 4  | 10 | 33 | 42 | 12  | -9  |                                           |

PJ = Partidos jugados; PG = Partidos ganados; PE = Partidos empatados; PP = Partidos perdidos; GF = Goles a favor; GC = Goles en contra; Pts = Puntos; DG = Diferencia de goles
[Oeste-I] Equipos trasladados a la división Oeste-I para la próxima temporada.

### Grupo final por el título
| Pos | Equipo              | PJ | PG | PE | PP | GF | GC | Pts | DG |
| --- | ------------------- | -- | -- | -- | -- | -- | -- | --- | -- |
| 1   | ADO Den Haag        | 8  | 3  | 4  | 1  | 16 | 11 | 10  | +5 |
| 2   | FC Eindhoven        | 8  | 3  | 3  | 2  | 10 | 8  | 9   | +2 |
| 3   | AGOVV Apeldoorn     | 8  | 3  | 2  | 3  | 14 | 16 | 8   | -2 |
| 4   | Blauw-Wit Amsterdam | 8  | 3  | 1  | 4  | 14 | 13 | 7   | +1 |
| 5   | SC Heerenveen       | 8  | 1  | 4  | 3  | 9  | 15 | 6   | -6 |

PJ = Partidos jugados; PG = Partidos ganados; PE = Partidos empatados; PP = Partidos perdidos; GF = Goles a favor; GC = Goles en contra; Pts = Puntos; DG = Diferencia de goles
|                                  |
| Campeón ADO Den Haag 1.er título |